# Jonathan Coeffic
Jonathan Coeffic (Villeurbanne, 1º giugno 1981) è un canottiere francese, vincitore della medaglia di bronzo nel 4 di coppia alle olimpiadi di Pechino 2008.

## Palmarès
- Olimpiadi

Pechino 2008: bronzo nel 4 di coppia.
- Campionati del mondo di canottaggio

2007 - Monaco di Baviera: argento nel 4 di coppia.